# Progestógeno

Produção de esteroides com progestágenos em amarelo. (em inglês)

Progestógeno/progestágeno, progestagénio/progestogénio (português europeu) ou progestagênio/progestogênio (português brasileiro), progestina ou ainda gestágeno é um grupo de hormônios sexuais que atuam nos receptores de progesterona. São usados como anticoncepcionais, na terapia hormonal, para estimular a fertilidade e manter a gravidez e para diagnosticar e tratar alguns transtornos ginecológicos e obstétricos como amenorreia secundária, sangramento uterino e endometriose.
O problema com tantos nomes diferentes para esse mesmo grupo de substâncias também ocorre no inglês e espanhol. Progestógeno significa "pró-gestação", mas ironicamente a pílula do dia seguinte (norgestrel) e muitos anticoncepcionais (como desogestrel, noretisterona e levonorgestrel) são progestágenos. O principal progestágeno é a progesterona, hormônio que regula a gravidez, mas a maioria das medicações progestágenas são sintéticas. Os nomes dos fármacos geralmente termina em "gestrel". 

## Classificação
Classificam-se, segundo sua estrutura, em:
- Progestógenos C19, que são derivados da testosterona.
- Progestógenos C21, que são derivados da progesterona.

## Propriedades
Os progestágenos são um dos cinco grupos de esteroides. Os outros quatro são os estrógenos (como estrona), andrógenos (como testosterona), mineralocorticoides (como aldosterona) e glucocorticoides (como cortisona). Os esteroides podem atuar nos receptores uns dos outros esteroides estimulando ou antagonizando seus efeitos. Os progestógeno podem vir associados a derivados do estrógenos.
Os progestógenos em dosagens suficientemente altas podem suprimir fortemente a produção de hormônios sexuais. Geralmente antagonizam o efeito do estrógeno e podem estimular o efeito dos andrógenos como testosterona.
Os progestógenos diferem quanto à potência (afinidade pelos receptores da  progesterona) e quanto aos efeitos secundários. Tais efeitos podem ser andrógenos (medroxiprogesterona e a maioria dos progestógenos C19), antiandrógenos (acetato de ciproterona), estrógenos, glucocorticoides (certos progestógenos C21) ou anti-mineralocorticoides (progesterona).

## Utilização
A maioria dos progestógenos é empregada, por suas propriedades antiestrógenas, nas pílulas contracetivas, a fim de evitar um excesso de estimulação da endométrio, o que pode provocar endometriose. O acetato de ciproterona é utilizado como antiandrógeno. Pode ser usado no tratamento de câncer de útero e de tumores mamários.

## Propriedades
Os progestógenos têm a capacidade de mudar a mucosa uterina da fase proliferativa para a fase secretória. Seus efeitos dependem, entretanto, da dosagem e da fase do ciclo menstrual em que são administrados.